# Nicola Böcker-Giannini

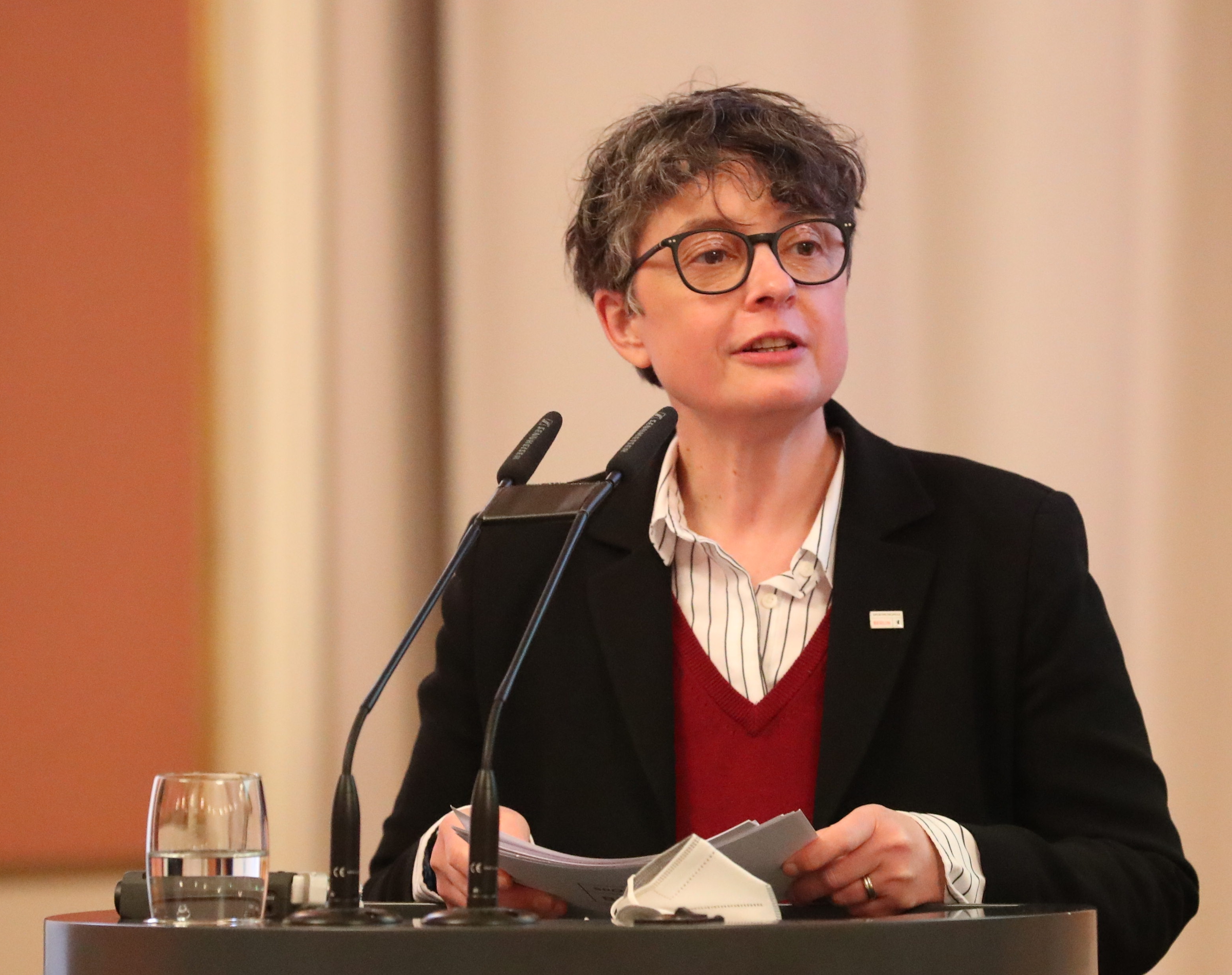
Nicola Böcker-Giannini, 2022

Nicola Böcker-Giannini (* 1975 in Ratingen) ist eine deutsche Politikerin (SPD). Von 2021 bis 2023 war sie Staatssekretärin für Sport in der Berliner Senatsverwaltung für Inneres und Sport. Zuvor war sie von 2018 bis 2021 Mitglied des Abgeordnetenhauses von Berlin. Seit 2024 ist sie gemeinsam mit Martin Hikel Vorsitzende der SPD Berlin.

## Leben
Böcker-Giannini studierte Sportwissenschaften und promovierte an der Universität zu Köln im Fach Heilpädagogik und Rehabilitationswissenschaften. Sie arbeitet als selbstständige Bildungsberaterin.

## Politik
1998 trat Böcker-Giannini der SPD bei. Im Folgejahr wurde sie Vorsitzende der Jusos in Hürth. Nach ihrem Umzug nach Berlin war sie von 2011 bis 2016 Mitglied der Bezirksverordnetenversammlung von Neukölln. Bei der Wahl zum Abgeordnetenhaus von Berlin 2016 kandidierte sie zunächst erfolglos für das Direktmandat im Wahlkreis Neukölln 1. Sie erreichte 22,2 % der Stimmen und unterlag Anja Kofbinger von Bündnis 90/Die Grünen. 
Nach dem Mandatsverzicht von Karin Korte infolge ihrer Wahl in das Neuköllner Bezirksamt rückte Böcker-Giannini am 6. März 2018 über die Bezirksliste ins Parlament nach.
Bei der Wahl zum Abgeordnetenhaus von Berlin 2021 bewarb sich Böcker-Giannini vergeblich um das Direktmandat im Wahlkreis Reinickendorf 3. Auch über die Bezirksliste der SPD Reinickendorf verfehlte sie den Wiedereinzug und schied am 4. November 2021 aus dem Abgeordnetenhaus aus.
Im Dezember 2021 wurde sie zur Staatssekretärin für Sport in der Berliner Senatsverwaltung für Inneres, Digitalisierung und Sport ernannt. Am 17. Oktober 2023 wurde sie in den einstweiligen Ruhestand versetzt. Ihr folgte Franziska Becker nach.
Gemeinsam mit Martin Hikel kandidierte sie bei den im Mai 2024 stattfindenden Wahlen für den SPD-Parteivorsitz in Berlin. Sie gewannen die Mitgliederbefragung mit 58 % der abgegebenen Stimmen, wobei dies nicht bindend für den Parteitag war. Auf dem Parteitag am 25. Mai 2024 wurde sie schließlich mit 67,7 % der Stimmen gemeinsam mit Hikel zur Parteivorsitzenden der SPD Berlin gewählt.